# Thomas J. Watson
Thomas J. Watson (17. února 1874 – 19. června 1956) byl americký podnikatel.

## Život
Pracoval jako předseda a výkonný ředitel ve společnosti IBM, a také dohlížel na její růst a expanzi do zahraničí v letech 1914 až 1956. Watson ve společnosti prosadil osobitý styl vedení firmy a udělal z ní velmi efektivně prodávající organizaci. Ve své době byl jedním z nejbohatších lidí na světě a před smrtí v roce 1956 byl také nazýván jako největší obchodník světa.
| „                     | Domnívám se, že na celosvětovém trhu je místo asi tak pro pět počítačů. | “ |
| — Thomas Watson, 1943 |                                                                         |   |